# Carlos Carranza
Carlos Carranza (30 novembre 1928) è un ex calciatore uruguaiano, di ruolo attaccante.

## Carriera

### Club
Giocò sempre nel campionato uruguaiano.

### Nazionale
Con la maglia della Nazionale è stato convocato per quattro edizioni del Campeonato sudamericano, riuscendo a vincere quello del 1956.

## Palmarès

### Nazionale
- Coppa America: 1

Uruguay 1956